# マイク・フィッシャー (アイスホッケー)
マイケル・アンドリュー・フィッシャー（Michael Andrew Fisher, 1980年6月5日 - ）は、カナダ連邦オンタリオ州ピーターボロ出身の元プロアイスホッケー選手。

## 経歴

### オタワ・セネターズ
1998年にNHLドラフト全体44位でオタワ・セネターズ]から指名され、プロ入り。

### プロ入りとプレデターズ時代
2011年2月10日にナッシュビル・プレデターズが同年のNHLドラフト1巡目指名権と2012年のNHLドラフト条件付き指名権を放棄する代わりに、セネターズからフィッシャーを獲得した。2012年の条件付き指名権はプレデターズがプレイオフで1回戦で勝った場合3巡目指名を、2回戦以上で勝った場合2巡目指名をすることができる権利であった。プレデターズはプレイオフで1回戦で勝ったが、2回戦で負けたためセネターズは3巡目指名権を獲得した。
2011年2月12日、プレデターズでの初試合に出場し、コロラド・アバランチとの試合で5対3で勝利した。5日後の2月17日、対バンクーバー・カナックス戦で初ゴールを決めた。
2012年、所属チームの地域への献身、貢献、協力などを認められた選手に贈られるNHLファンデーション選手賞を受賞した。
2015年6月26日、7月1日のFA解禁直前にプレデターズと2015年度480万ドル、2016年度400万ドルの計880万ドルの2年契約を結んだ。
2018年に引退した。

## 私生活
オンタリオ州ピーターボロで父ジムと母カレンのもとに生まれ、敬虔なキリスト教信者として育った。兄弟ロブ、グレゴリー(愛称バド)、姉妹メレディスがいる。フィッシャーのおじのデビッド・フィッシャーはメジャーリーグベースボール(MLB)のトロント・ブルージェイズの球団付きの牧師であった。フィッシャーの兄弟のグレゴリーもアイスホッケー選手であり、イースタン・カレッジ・アスリート・カンファレンス(ECAC)のクイニピアク大学のゴールテンダーであった。2009年10月23日、セネターズの練習中、当時スターティング・ゴールテンダーであったパスカル・レクレアが急病のためフィッシャーが代役を務めた。
オフ・シーズン中はホッケー・ミニストリーズ・インターナショナルを通じて故郷のピーターボロの他、キングストン、オタワで行われるアイスホッケー・キャンプに協力している。NHL監督のロジャー・ニールソン主催のアイスホッケー・キャンプでもゲスト・インストラクターとして協力している。
カントリー歌手のキャリー・アンダーウッドと結婚している。2008年にアンダーウッドのコンサートのバックステージで出会い、2009年12月20日に2人は婚約した。翌朝、セネターズの朝の練習の際、フィッシャーが婚約を認めた。2010年7月10日、ジョージア州グリーンズボロのレイノルズ・プランテーション内のリッツ・カールトン・ロッジで250名を招待して結婚式が挙げられた。ファースト・ダンスの際、フィッシャーはアンダーウッドに内緒で彼女の好きなアーティストの1人であるブランドン・ヒースを登場させ、彼の曲『Love Never Fails 』を演奏してもらった。2014年9月1日、フィッシャーとアンダーウッドは第一子妊娠中であることを共に発表した。2015年2月、第一子長男アイザイア・マイケル・フィッシャーが誕生した。

## 詳細情報

### 通算成績
GP = 試合数、G = ゴール、A = アシスト、Pts = ポイント、PIM = 反則時間（分）
| 1996–97    | ピーターボロ・ビーズ       | OJHL       | 51  | 26  | 30  | 56  | 56  | —   | —  | —  | —  | —  |
| 1997–98    | サドバリー・ウルヴズ       | OHL        | 66  | 24  | 25  | 49  | 64  | 9   | 2  | 2  | 4  | 13 |
| 1998–99    | サドバリー・ウルヴズ       | OHL        | 66  | 41  | 65  | 106 | 55  | 4   | 2  | 1  | 3  | 4  |
| 1999–00    | オタワ・セネターズ         | NHL        | 32  | 4   | 5   | 9   | 15  | —   | —  | —  | —  | —  |
| 2000–01    | オタワ・セネターズ         | NHL        | 60  | 7   | 12  | 19  | 46  | 4   | 0  | 1  | 1  | 4  |
| 2001–02    | オタワ・セネターズ         | NHL        | 58  | 15  | 9   | 24  | 55  | 10  | 2  | 1  | 3  | 0  |
| 2002–03    | オタワ・セネターズ         | NHL        | 74  | 18  | 20  | 38  | 54  | 18  | 2  | 2  | 4  | 16 |
| 2003–04    | オタワ・セネターズ         | NHL        | 24  | 4   | 6   | 10  | 39  | 7   | 1  | 0  | 1  | 4  |
| 2004–05    | イーヴィ・ザグ             | NLA        | 21  | 9   | 18  | 27  | 39  | 9   | 2  | 3  | 5  | 20 |
| 2005–06    | オタワ・セネターズ         | NHL        | 68  | 22  | 22  | 44  | 64  | 4   | 1  | 2  | 3  | 10 |
| 2006–07    | オタワ・セネターズ         | NHL        | 68  | 22  | 26  | 48  | 41  | 17  | 4  | 3  | 7  | 18 |
| 2007–08    | オタワ・セネターズ         | NHL        | 79  | 23  | 24  | 47  | 82  | —   | —  | —  | —  | —  |
| 2008–09    | オタワ・セネターズ         | NHL        | 78  | 13  | 19  | 32  | 66  | —   | —  | —  | —  | —  |
| 2009–10    | オタワ・セネターズ         | NHL        | 79  | 25  | 28  | 53  | 59  | 6   | 2  | 3  | 5  | 6  |
| 2010–11    | オタワ・セネターズ         | NHL        | 55  | 14  | 10  | 24  | 33  | —   | —  | —  | —  | —  |
| 2010–11    | ナッシュビル・プレデターズ | NHL        | 27  | 5   | 7   | 12  | 10  | 12  | 3  | 4  | 7  | 11 |
| 2011–12    | ナッシュビル・プレデターズ | NHL        | 72  | 24  | 27  | 51  | 33  | 10  | 1  | 3  | 4  | 8  |
| 2012–13    | ナッシュビル・プレデターズ | NHL        | 38  | 10  | 11  | 21  | 27  | —   | —  | —  | —  | —  |
| 2013–14    | ナッシュビル・プレデターズ | NHL        | 75  | 20  | 29  | 49  | 60  | —   | —  | —  | —  | —  |
| 2014–15    | ナッシュビル・プレデターズ | NHL        | 59  | 19  | 20  | 39  | 39  | 3   | 0  | 1  | 1  | 0  |
| NHL totals | NHL totals                 | NHL totals | 946 | 245 | 275 | 520 | 723 | 100 | 18 | 22 | 40 | 85 |